# 正岡邦夫
正岡 邦夫（まさおか くにお、1968年<昭和43年>9月24日 - ）は、日本の元俳優、実業家、有限会社「北新電気工業社」代表取締役。本名同じ。
愛媛県出身。身長182cm。駒澤大学卒業。キネマ工房に所属していた。血液型はA型。特技は般若心経の読経、スキューバダイビング。

## 略歴
1990年代前半に俳優デビュー。1995年に『超力戦隊オーレンジャー』で四日市昌平 / オーグリーン役として出演。
ウルトラシリーズのOVで『平成ウルトラセブン』、『ウルトラマンネオス』に2作品とも出演を果たした。
その後も多くのドラマ、映画を中心にして活躍するが、2007年ごろに芸能界を引退。不動産会社を経営し、2008年に一般女性と結婚した。
2011年3月に発生した東日本大震災の後に、小川輝晃が立ち上げた「ヒーロー」のTwitterアカウントにコメントを投稿し、岩手県で建設業に従事していることや、震災後の仮設住宅設営工事に従事したことが報告された。
2012年6月に岩手県盛岡市内で電気工事等を請け負う有限会社「北新電気工業社」の代表取締役社長に就任。
2025年8月3日、東京都千代田区の一ツ橋ホールにて行われた『超力戦隊オーレンジャー』放送開始30周年記念「オレたち、永遠のオーレンジャー！」イベントに、宍戸マサル、合田雅吏、穂高あゆみ、さとう珠緒、山口将司と共に出席した。

## 人物・エピソード
『オーレンジャー』のオーディションではあまり納得がいかず落ち込んでいたが、皇居の堀端を歩いているときに堀にいた鴨の群れの中に白い鳩が1羽おり、覗き込むと正岡の方へ飛んできた。正岡はこれを幸運のハトかもしれないと思い自信が湧いてくると、1時間後にオーディション合格の連絡が来たという。
自身の主役回であった『オーレンジャー』第20話の撮影では、好きな酒も抜いて体力づくりを行うなど準備して挑んだ。正岡は、体を動かす撮影は役者冥利に尽きると述べている。小笠原猛は『オーレンジャー』第2話のラストを観て、男性は二の線で演じている感じがして、それでは面白くなく個性が出ないと思い、正岡に対して、「お前は三枚目で行け」と指導し、正岡もそれに食い下がってきたという。

## 出演

### テレビドラマ
- じゃじゃ馬ならし 第11話「突然、逮捕される」（1993年、フジテレビ）
- お金がない! 第10話「時間がない!」・第11話「お金がある!」（1994年、フジテレビ）
- 超力戦隊オーレンジャー（1995年 - 1996年、テレビ朝日） - 四日市昌平 / オーグリーン 役
- 新 木曜の怪談・サイボーグ（1996年、フジテレビ）
- 総理と呼ばないで 第1話「史上最低の男」（1997年、フジテレビ）
- お水の花道 女30歳ガケップチ 第8話「ホステス合コンの甘い香り…」（1999年、フジテレビ）
- ウルトラマンマックス 第30話「勇気を胸に」（2006年、CBC） - 医師 役
- 恋する日曜日2 第26話（最終回）「ハロー・グッバイ」（2007年、BS-i）

### 映画
- 劇場版 超力戦隊オーレンジャー（1995年、東映） - 四日市昌平 / オーグリーン 役
- THE FETIST 熱い吐息 (1998年　ENKプロモーション)
- 不倫OL 野外恥戯 (1999年　新東宝映画)
- 宣戦布告（2002年、東映）
- まぼろしパンティVSへんちんポコイダー（2004年、TMC） - まぼろしパンツ 役

### オリジナルビデオ
- スーパー戦隊シリーズ
  - 超力戦隊オーレンジャー スーパービデオ 隊員手帳（1995年、講談社） - 四日市昌平 役
  - 超力戦隊オーレンジャー スーパービデオ オーレ! 超力情報局（1995年、講談社） - 四日市昌平 役
  - 超力戦隊オーレンジャー オーレVSカクレンジャー（1996年、東映ビデオ） - 四日市昌平 / オーグリーン 役
  - 激走戦隊カーレンジャーVSオーレンジャー（1997年、東映ビデオ） - 四日市昌平 / オーグリーン 役
- ウルトラシリーズ
  - ウルトラセブン誕生30周年記念3部作（1998年、バップ） - シマ・ケイスケ隊員 役
  - ウルトラセブン1999最終章6部作（1999年、バップ） - シマ・ケイスケ隊員 役
  - ウルトラマンネオス 第4話「赤い巨人! セブン21」（2000年、バップ） - 剣持真也 役
  - ウルトラセブン誕生35周年“EVOLUTION”5部作（2002年、バップ） - シマ・ケイスケ隊員 役
- ヴィジュアル・バンディッツ（2000年、バップ） - 主演・間久部瞬 役
- オタスケガール（2003年、アミューズソフト） - 尾形 役